# Royoporus
Royoporus A.B. De – rodzaj grzybów z rodziny żagwiowatych (Polyporaceae). Takson monotypowy.

## Systematyka i nazewnictwo
Pozycja w klasyfikacji według Index Fungorum: Polyporaceae, Polyporales, Incertae sedis, Agaricomycetes, Agaricomycotina, Basidiomycota, Fungi.
Gatunki:
- Royoporus spatulatus (Jungh.) A.B. De 1996

Wykaz gatunków i nazwy naukowe na podstawie Index Fungorum.